# Dawit Choczolawa
Dawit Choczolawa, gruz. დავით ხოჭოლავა (ur. 2 sierpnia 1993 w Tbilisi, Gruzja) – gruziński piłkarz, grający na pozycji obrońcy. 7 lipca 2024 zakończył profesjonalną karierę.

## Kariera piłkarska

### Kariera klubowa
Wychowanek klubu Sasco Tbilisi, w barwach którego w 2010 rozpoczął karierę piłkarską. Na początku 2010 został wypożyczony na pół roku do Metalurgi Rustawi, a w styczniu 2011 na pół roku do Sioni-2 Bolnisi. Latem 2011 został zaproszony do Dinamo Tbilisi. 19 stycznia 2014 roku przeszedł do Kolcheti Poti, a 20 lipca 2014 został piłkarzem klubu Szukura Kobuleti. 11 lipca 2015 podpisał kontrakt z Czornomorcem Odessa. 11 kwietnia 2017 podpisał 5-letni kontrakt z Szachtarem Donieck, zgodnie z którym latem 2017 został zawodnikiem górników. Zdobył z tym zespołem trzy mistrzostwa Ukrainy (2018–2020), dwa puchary kraju (2018, 2019) oraz jeden superpuchar (2018).
6 lipca 2021 został oficjalnie ogłoszony zawodnikiem FC København. W 2022 i 2023 jego klub zdobył mistrzostwo Danii, a w 2023 również puchar kraju. 7 lipca 2024 Choczolawa zakończył swoją karierę przez kontuzje.

## Kariera reprezentacyjna
Występował w juniorskiej i młodzieżowej reprezentacji Gruzji. W pierwszej reprezentacji zadebiutował 23 stycznia 2017 w zremisowanym 2:2 spotkaniu z Uzbekistanem. Łącznie wystąpił w niej w 39 spotkaniach w latach 2017–2022. 

## Sukcesy

### Sukcesy klubowe
- mistrz Gruzji: 2013, 2014
- zdobywca Pucharu Gruzji: 2013, 2014
- zdobywca Superpucharu Gruzji: 2011
- finalista Superpucharu Gruzji: 2014
- mistrz Ukrainy: 2018, 2019, 2020
- zdobywca Pucharu Ukrainy: 2018, 2019
- zdobywca Superpucharu Ukrainy: 2018
- mistrz Danii: 2022, 2023
- zdobywca Pucharu Danii: 2023